# Федулов, Николай Александрович
Николай Александрович Федулов (род. 30 ноября 1946, Новосокольники) — советский гребец, семикратный чемпион СССР, призёр чемпионата Европы (1969), двукратный призёр чемпионатов мира (1970, 1973) по гребле на каноэ. Заслуженный мастер спорта России (2008).

## Биография
Родился 30 ноября 1946 года в городе Новосокольники Псковской области. В 1954 году вместе с семьёй переехал в город Калинин, где в возрасте 9 лет начал заниматься греблей в ДСО «Спартак» у Михаила Макарова. С 1958 по 1963 год тренировался под руководством Леонида Каталымова, потом с ним работал Анатолий Цветков.
В 1967 году со своим напарником Александром Жаровым стал чемпионом СССР в классе каноэ-двоек на дистанциях 1000 и 10 000 метров. В 1969—1971 годах еще 5 раз побеждал на чемпионатах СССР в различных дисциплинах. С 1967 года входил в состав национальной сборной СССР. В 1969 году на чемпионате Европы в Москве выиграл серебряную медаль в классе одиночек на дистанции 1000 метров, а в 1970 году на чемпионате мира в Копенгагене завоевал бронзовую награду в том же классе на десятикилометровой дистанции.
В 1972 году переехал в Киев, где продолжил тренироваться в ВФСО «Динамо». В 1973 году получил возможность выступить на чемпионате мира в Тампере, где стал бронзовым призёром в спринте на 500 метров среди одиночек.
В 1974 году завершил свою спортивную карьеру. В том же году окончил Киевский государственный институт физической культуры и перешёл к тренерской деятельности. В 1986—1991 годах был главным тренером сборной Украинской ССР по гребле на байдарках и каноэ, в 1989 году удостоен почётного звания «Заслуженный тренер Украинской ССР».
В 1995 году вернулся в Тверь. Возглавлял Федерацию гребли на байдарках и каноэ Тверской области. В 2011—2023 годах работал тренером СШОР по видам гребли и парусному спорту имени Антонины Серединой.